# 7995 Khvorostovsky
7995 Khvorostovsky è un asteroide della fascia principale. Scoperto nel 1983, presenta un'orbita caratterizzata da un semiasse maggiore pari a 2,7978872 UA e da un'eccentricità di 0,2649406, inclinata di 8,83343° rispetto all'eclittica.